# Манас (упразднённый населённый пункт)
Манас — упразднённый населённый пункт (тип: рыбный промысел) на территории Карабудахкентского района Дагестана Российской Федерации. Входил в Манаскентский сельсовет Махачкалинского района Дагестанской АССР.

## Название
На карте РККА юга России 1941 года указан как Манас 1-й

## География
Находился при впадении реки Манасозень в Каспийское море.

## История
Точная дата упразднения неизвестна.

## Инфраструктура
Основа экономики — рыболовство.

## Транспорт
Развит водный транспорт.